# 10 жовтня
10 жовтня — 283-й день року (284-й у високосному році) в григоріанському календарі. До кінця року залишається 82 дні.

## Свята і пам'ятні дні

### Міжнародні
- Всесвітній день бездомних. (2010)
- Всесвітній день каші (2009)
- Всесвітній день обізнаності про дорожньо-транспортні пригоди за участю тварин.
- Організація об'єднаних націй: Всесвітній день психічного здоров'я
- Європейський Союз: Європейський день боротьби за скасування смертної кари

### Національні
- Україна: День працівників стандартизації та метрології України
- Вірменія: День хімічних військ
- Фіджі: День незалежності (1970).
- Шрі-Ланка: День армії.
- Північна Корея: День заснування Трудової партії.
- Польща: День посадки дерев.
- В'єтнам: День свободи капіталу.
- Тайвань: Національний день (Свято Двох Десяток).
- Фінляндія: Національний день фінської літератури.

## Іменини
✝  Католицькі: Павліна, Франциск.
✙ Православні: Євлампій, Амфілохій, Феофіл.

## Події
- 732 — битва при Пуатьє.
- 1664 — закінчилася 13-тижнева Облога Ставищ об'єднаними військами на чолі з гетьманом Стефаном Чарнецьким
- 1666 — Правобережні полковники вибрали Петра Дорошенка тимчасовим гетьманом Правобережної України.
- 1858 — за підтримкою Сполучених Штатів почалася організована озброєна боротьба за незалежність Куби від Іспанської імперії.
- 1911 — У Китаї повалено монархію, Сунь Ятсен проголосив республіку.
- 1919 — Верховна рада Антанти офіційно оголосила про запровадження економічної блокади РСФРР та її маріонеткових режимів.
- 1932 — У Запоріжжі запустили ДніпроГЕС.
- 1932 — У Харківському фізико-технічному інституті вперше в СРСР провели ядерну реакцію з розщеплення атомного ядра літію.
- 1933 — в універсамах США з'явився перший пральний порошок — Dreft. На упаковці ефект чищення пояснювали «силою чудо-молекул, які висмоктують бруд з тканин». Виробники порошку були спонсорами багатосерійних радіоп'єс, які через це прозвали «мильними».
- 1939 — під тиском СРСР Литва підписала Радянсько-литовський договір про взаємодопомогу, що уможливив подальшу окупацію цієї країни.
- 1940 — У Кракові створили Революційний Провід ОУН на чолі зі Степаном Бандерою.
- 1943 — Президія Верховної Ради СРСР ухвалила указ про заснування ордена Богдана Хмельницького I, II та III ступенів.
- 1943 — Джордж Орвелл, англійський письменник вперше вжив термін «Холодна війна» (есе «Ви і атомна бомба»).
- 1948 — Запущено першу радянську керовану балістичну ракету далекої дії Р-1, створену під керівництвом Сергія Корольова.
- 1963 — Набув чинності міжнародний Договір про заборону випробувань ядерної зброї в атмосфері, космічному просторі та під водою.
- 1964 — У Токіо почалися XVIII Олімпійські ігри.
- 2022 — Масові вибухи по всій Україні. У багатьох областях немає електроенергії.

## Народились
Дивись також Категорія:Народились 10 жовтня
- 1684 — Антуан Ватто, французький маляр.
- 1731 — Генрі Кавендіш, британський фізик і хімік
- 1738 — Бенджамін Вест, англо-американський художник доби класицизму.
- 1813 — Джузеппе Верді, італійський композитор.
- 1825 — Поль Крюгер, п'ятий президент Республіки Трасвааль
- 1834 — Алексіс Ківі, фінський письменник
- 1861 — Фрітьйоф Нансен, норвезький полярний дослідник, лауреат Нобелівської премії миру 1922 року (п. 1930).
- 1875 — Микола Грунський, український мовознавець-славіст, текстолог.
- 1889 — Михайло Драй-Хмара, український поет, літературознавець.
- 1892 — Миха́йло Пили́пович Кравчу́к, український математик, академік АН УРСР (з 1929), доктор фізико-математичних наук (з 1924), професор Київського політехнічного інституту..
- 1892 — Іво Андрич, сербський письменник.
- 1894 — Віктор Петров, український письменник, етнограф, культурознавець.
- 1901 — Альберто Джакометті, швейцарський скульптор, живописець і графік, один із найбільших майстрів XX століття. Брат архітектора Бруно Джакометті.
- 1910 — Юліус Шульман, американський архітектурний фотограф
- 1917 — Телоніус Монк, американський джазовий піаніст
- 1930 — Гарольд Пінтер, британський драматург, поет, режисер та актор, лауреат Нобелівської премії з літератури 2005 року.
- 1972 — Олексій Житник, хокеїст, олімпійський чемпіон.
- 1982 — Святослав Паламар, офіцер Національної гвардії України. Учасник війни на сході України, Герой України.
- 1983 — Ліззі Хейл, вокалістка і ритм-гітаристка американського хард-рок-гурту Halestorm.
- 1985 — Юрій Писар, український художник.
- 1987 — Марина Анцибор, українська лижниця.
- 1991 — Віко Ортіс, пуерто-риканська акторка, драг-кінґ і активістка.

## Померли
Дивись також: Категорія:Померли 10 жовтня
- 680 — Хусейн ібн Алі, третій шиїтський імам, онук пророка Магомета, син Алі ібн Абу Таліба
- 1659 — Абель Тасман, голландський мореплавець, дослідник австралійських морів
- 1825 — Дмитро Бортнянський, видатний український композитор, співак, диригент.
- 1835 — Устим Кармелюк, керівник повстанського руху на Поділлі проти національного і соціального гніту в 1813–1835.
- 1875 — Олексій Толстой, письменник, поет, драматург, вихований на історичній Гетьманщині, по матері онук графа О. К. Розумовського, сина останнього гетьмана України.
- 1910 — Віллем Маріс, голландський пейзажист Гаазької школи. Брат художників Якоба Маріса і Маттейса Маріса.
- 1937 — Іван Кулик, український поет і громадський діяч, перший голова Спілки радянських письменників України (розстріляно; *1897).
- 1963 — Едіт Піаф, знаменита французька співачка й акторка, одна з найвідоміших естрадних співачок світу.
- 1964 — Нейгауз Генріх Густавович, український радянський піаніст, педагог, публіцист і музично-суспільний діяч німецького походження.
- 1968 — Никифор Дровняк, український художник-примітивіст лемківського походження
- 1969 — Іван Власовський, український церковний та громадський діяч, член Товариства імені Петра Могили в Луцьку, член комісії з перекладу богослужбових книг, учасник українізації православного церковного життя на Волині 20-30-х рр.
- 1985 — Джордж Орсон Веллс, американський кінорежисер, сценарист, продюсер, актор кіно, театру, телебачення та радіо.
- 2004 — Крістофер Рів, американський актор кіно.
- 2010 — Джоан Сазерленд, австралійська оперна діва.